# Nihoa hawaiiensis
Nihoa hawaiiensis är en spindelart som först beskrevs av Raven 1988.  Nihoa hawaiiensis ingår i släktet Nihoa och familjen Barychelidae. Inga underarter finns listade i Catalogue of Life.